# Kaplica św. Agaty w Sejnach
Kaplica św. Agaty – zabytkowa kaplica w Sejnach z 1789 z figurą św. Agaty.
Kaplica znajduje się w centrum placu św. Agaty naprzeciwko bazyliki Nawiedzenia Najświętszej Maryi Panny. Otynkowana czworoboczna kaplica zbudowana została z cegły. Znajduje się w niej drewniana figura św. Agaty. Zarówno figura, jak i kapliczka pochodzą z 1789.
W 1983 obiekt został wpisany do rejestru zabytków (nr 379 z 17.05.1983). Pod koniec XX w. kapliczka i figura zostały gruntownie odrestaurowane.

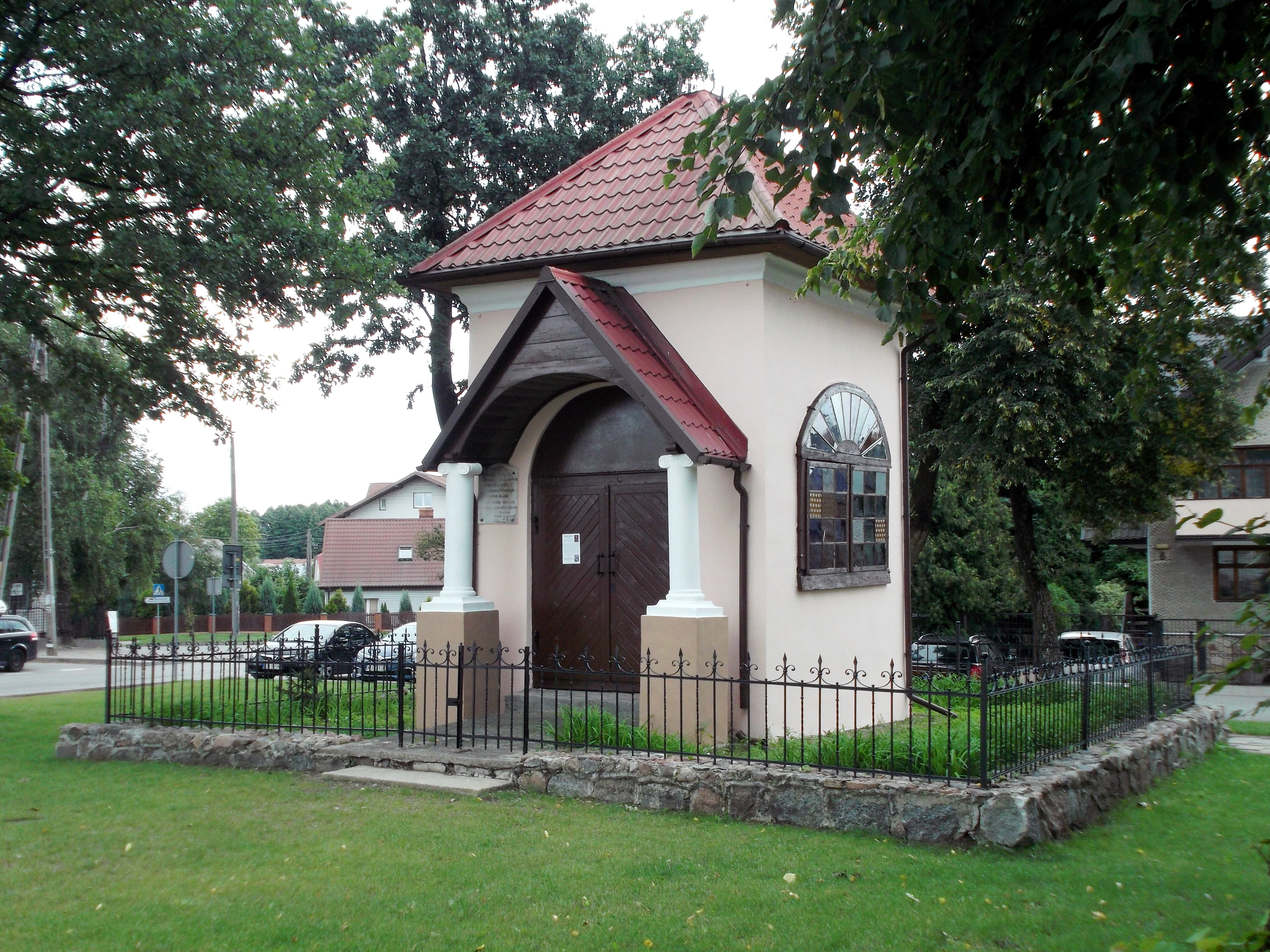
Stan kaplicy w 2018